# Oaken
Az Oaken egy 2011-ben alakult budapesti hardcore punk zenekar, első koncertjeiket O néven játszották. A zenekar minden tagja játszik vagy játszott más punk és hardcore zenekarokban. 2014-es A38 hajós fellépésüket az M2 televízió Kortársak az A38 Hajón című műsorában is játszották.
A német kiadónál megjelent King Beast című 2016-os lemezük pozitív kritikákat kapott a hazai és a külföldi  szaksajtóban egyaránt, a recorder magazin 2018-as metál különszámában pedig a "+5 jövőbeli klasszikus a 10-es évekből" kategóriában kapott helyet.

## Kiadványok
| Cím (Megjelenés éve)                                          | Kiadvány fajtája | Megjelenési formátum (kiadó, példányszám) | Megjegyzés                                                                                           |
| ------------------------------------------------------------- | ---------------- | --- | --- |
| Wolf Shaped Clouds / Oaken Split (2012)                       | split            | CD (Go Away Records / Itai Itai Records, 100 példány) digitális letöltés | |
| Locktender / Coma Regalia / Oaken / Wounded Knee Split (2013) | split            | 12" vinyl (Moment Of Collapse Records / Middle-Man Records / Antithetic Records / Itai-Itai Records / Galt House Records / Dzsukhell Records / Black Lake Records, 200 márvány-lila / 100 levendula / 100 fekete / 100 áttetsző arany példány) digitális letöltés       | |
| 2013 Tour promo (2013)                                        | promo single     | CD (saját kiadás) | A Locktender / Coma Regalia / Oaken / Wounded Knee Split-en megjelent Zugló című számot tartalmazza. |
| Oaken / Marnost Split (2014)                                  | split            | 12" vinyl (Bookhouse Records / Catanarchy Records / Dingleberry Records / Dzsukhell Records / IFB Records / Itai Itai Records / Middle Man Records / MxFxL Records / Prejudice Me Records / Rotten Raven Records / THC&DIY Records / Zegema Beach Records, 525 példány) | vendégvokál: Branovics Nóra                                                                          |
| King Beast (2016)                                             | LP               | 12" vinyl (Alerta Antifascista Records, 150 színes / 350 fekete példány) digitális letöltés | vendégvokál: Branovics Nóra és Kósa Csaba                                                            |
| Oaken / Wasted Struggle Tour Split (2019)                     | split            | kazetta (Tortured Tree Productions, 20 magenta-szürke / 50 fekete-vörös példány) | A Wasted Struggle zenekarral közös Nyugat-Európa / Egyesült Királyság turnéjára készült kazetta.     |
| Oaken EP (2021)                                               | EP               | 12" vinyl (Hardcore4Losers / Dingleberry Records / Ill Will Records / 9Lies / Tortured Tree Productions / Itai Itai, 100 fekete / 100 aranyszínű példány) | vendégvokál: Szabó Zsófi és Kósa Csaba                                                               |